# Heliconius sulphureomaculata
Heliconius sulphureomaculata är en fjärilsart som beskrevs av Anton Heinrich Fassl 1914. Heliconius sulphureomaculata ingår i släktet Heliconius och familjen praktfjärilar. Inga underarter finns listade i Catalogue of Life.